# Westerkadehuis
Het Westerkadehuis is een representatief vroeg-twintigste-eeuws kantoorgebouw en rijksmonument in het scheepvaartkwartier in Rotterdam, aan de Westerkade.

## Geschiedenis
Het Westerkadehuis is ten behoeve van de Steenkolen Handelsvereeniging N.V. (S.H.V.) gebouwd in 1914-1916 naar ontwerp in overgangsarchitectuur van J.P. Stok Wzn. en G. Diehl, met decoraties in Nieuwe Kunststijl. Het ontwerp van het Westerkadehuis was het resultaat van een prijsvraag voor een nieuw hoofdkantoor voor de S.H.V.

## Architectuur
Het kantoorgebouw is op de hoek Westerkade/Veerhaven gesitueerd. Het bestaat uit vijf bouwlagen, opgetrokken uit vulkanische natuursteen. Het pand heeft een klassieke indeling van een basement met rustica banden (begane grond en eerste verdieping), een middendeel met (gedeeltelijk) een pilasterorde (tweede en derde verdieping) en een afsluiting waarbij de vierde verdieping als een attiek fungeert. Het gebouw heeft een met leien gedekt schilddak en heeft een vrijwel symmetrische opbouw waarbij de hoekpartij het middendeel vormt en negen vensterassen breed is, met aan weerszijden een licht risalerend geveldeel (Westerkadezijde vijf vensterassen breed en Veerhavenzijde vier vensterassen breed). In de afgeronde middenpartij op de hoek bevindt zich de ingang die wordt geaccentueerd door vier pilasters met eigentijds vormgegeven atlanten – respectievelijk één met schop, twee kolensjouwers, en één met grondboor – die het balkon (drie vensterassen breed) op de tweede verdieping dragen, en door het verhoogde geveldeel met een klok en een klokkentorentje. 

De twee topgevels bevatten in de punt reliëfs met voorstellingen ontleend aan de scheepvaart. Tussen de vensters op de tweede en derde verdieping is op de muurvlakken een cassettemotief aangebracht. De pilasters over deze twee verdiepingen van het middendeel hebben een gestileerd kapiteel. De rechthoekige vensters, met stalen kozijnen zorgen voor een sterke ritmering van de gevel. In het interieur zijn de hal en het trappenhuis nog vrijwel origineel. De ovaalvormige hal is geheel bekleed met turkoois geglazuurde tegels, waarin enkele stroken met reliëf. Het trappenhuis is bekleed met een lichtgekleurde tegel en heeft vensters voorzien van gebrandschilderd glas waarin de initialen van de firma (S.H.V.) en wapenschilden zijn afgebeeld.

## Waardering
Het kantoorgebouw met bijbehorende decoraties is van algemeen belang vanwege de architectuur en cultuurhistorische waarde, alsmede als belangrijk werk binnen het oeuvre van J.P. Stok Wzn. Tevens van belang wegens ensemblewaarde vanwege de beeldbepalende situering op de hoek van de Veerhaven in het vanouds door scheepvaart- en handelskantoren gedomineerde 'Nieuwe Werk' of Scheepvaartkwartier.

## Galerij

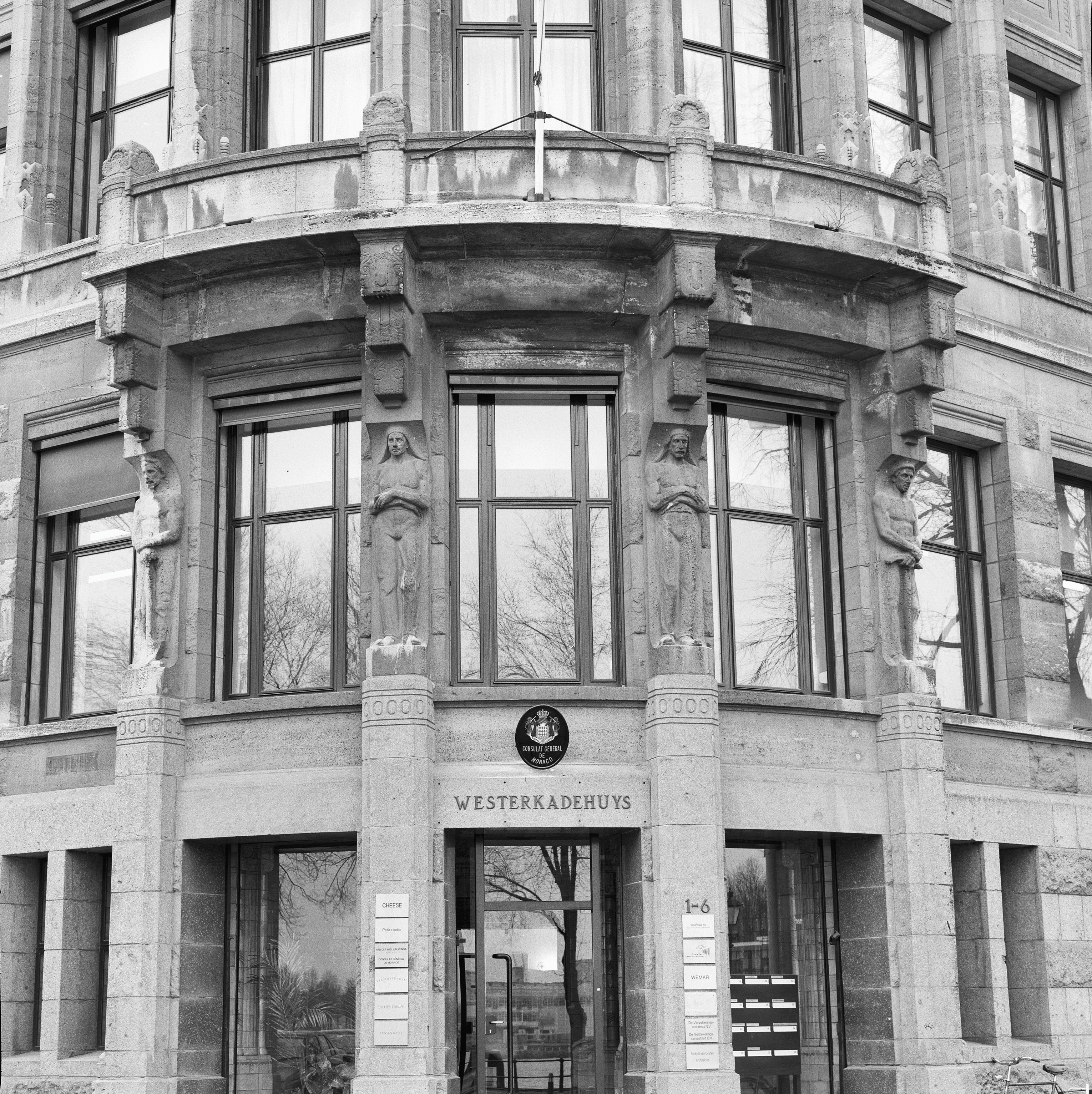
Beelden onder balkon, atlanten met schop, grondboor en kolen.
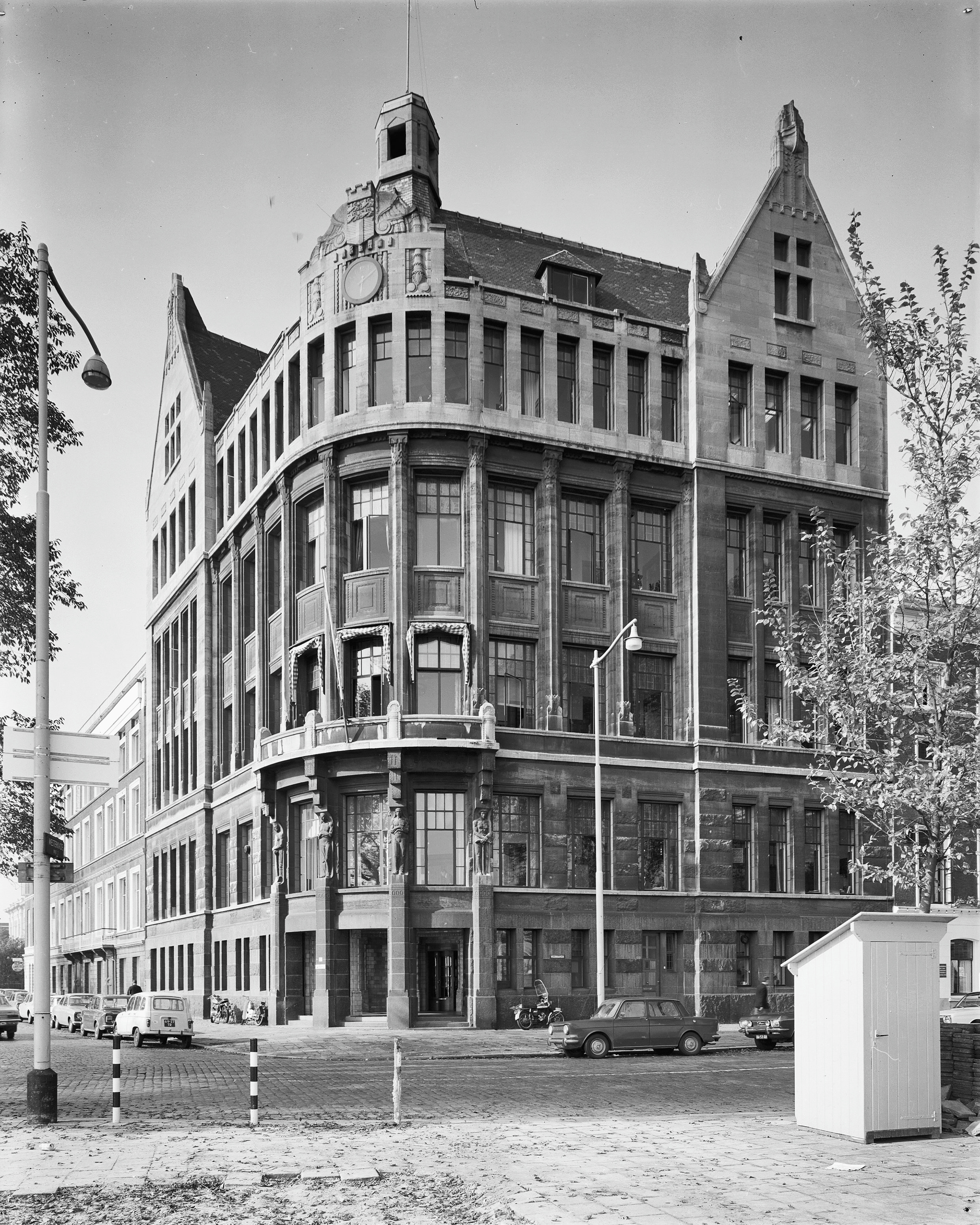
Hoek Veerhaven, voorgevel
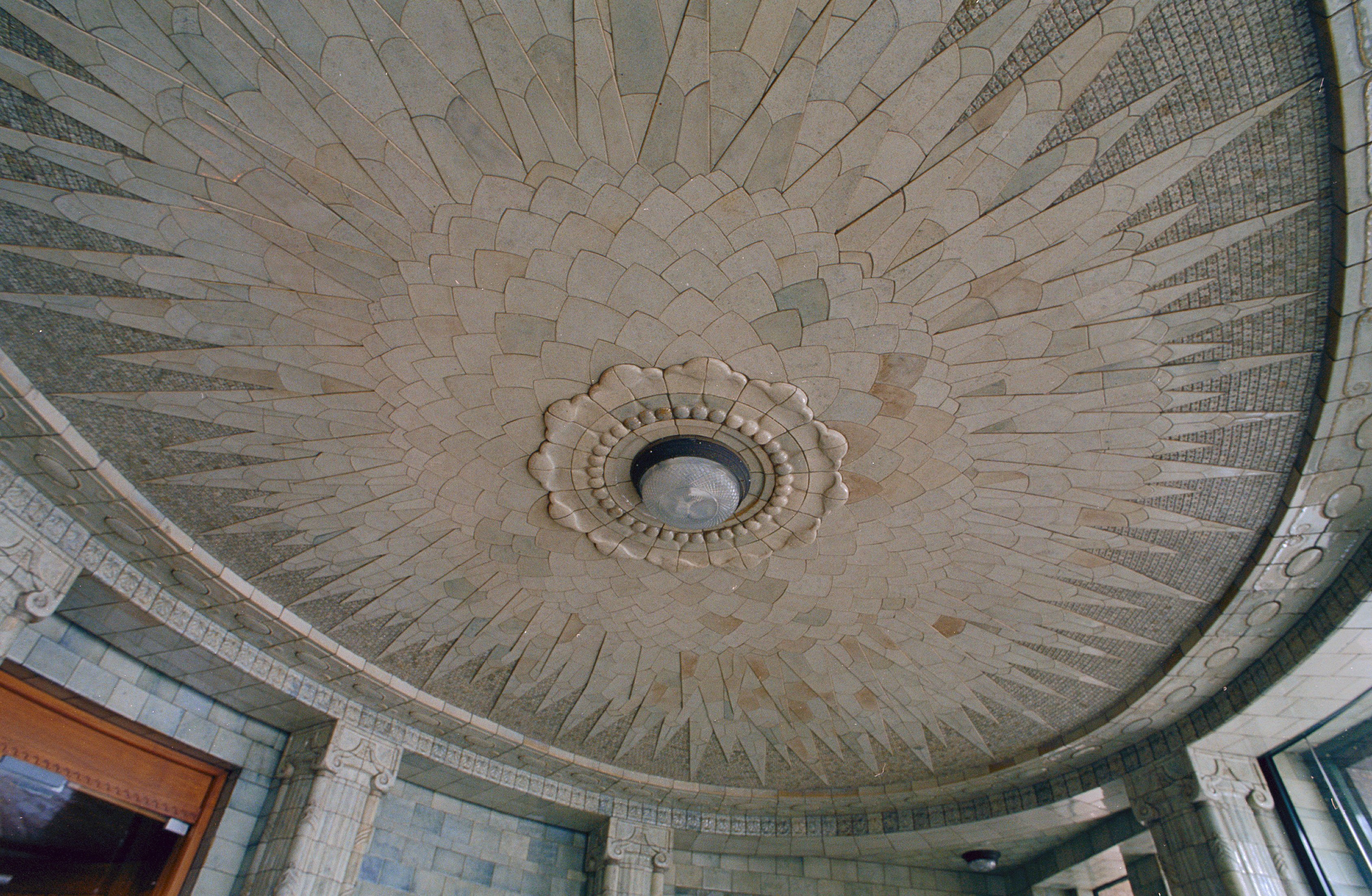
Plafond van entreeportaal
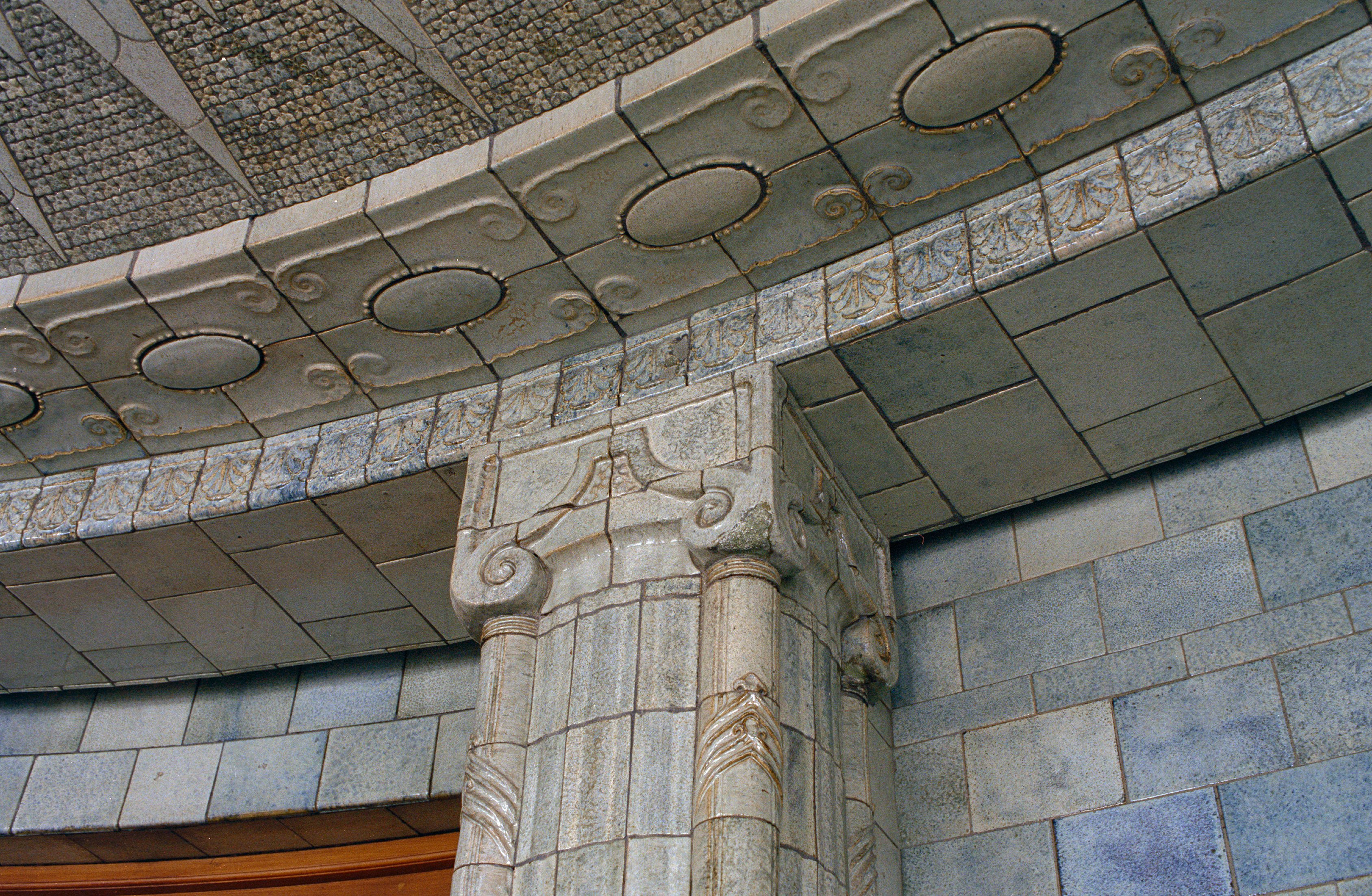
Het ovale entreeportaal
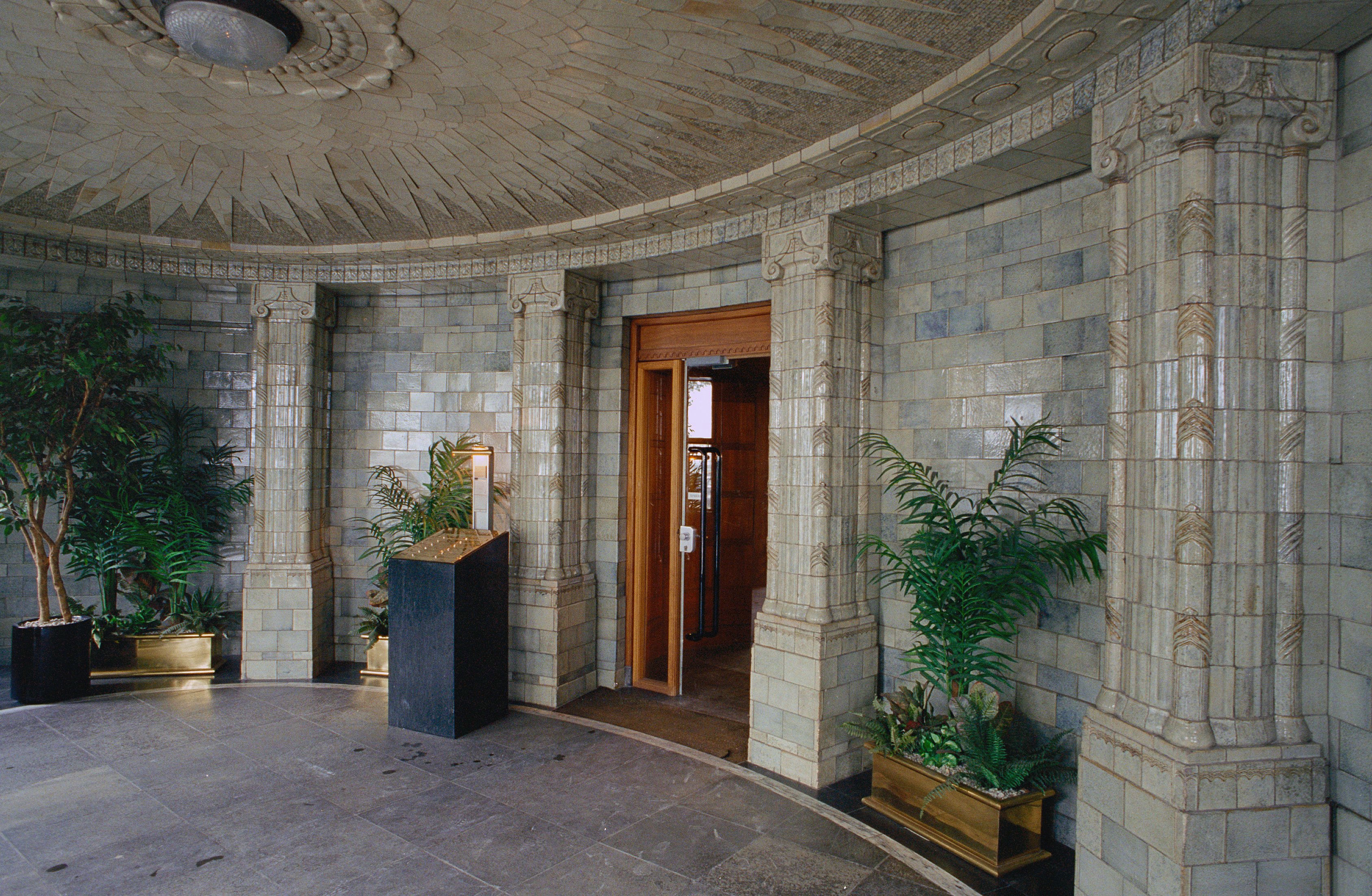
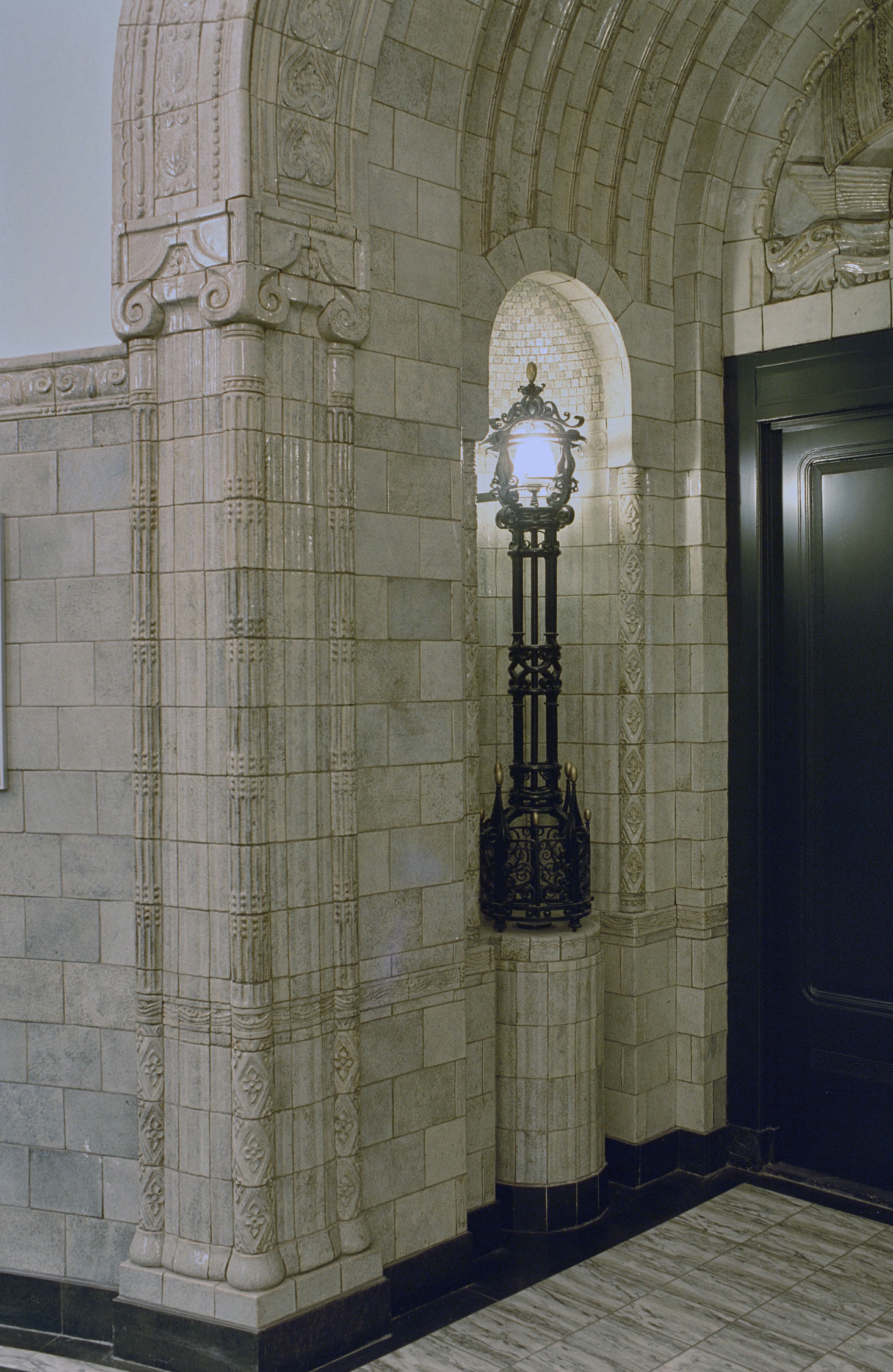
Bewerkte verlichtingspaal naast de deur bij de directeurskamer
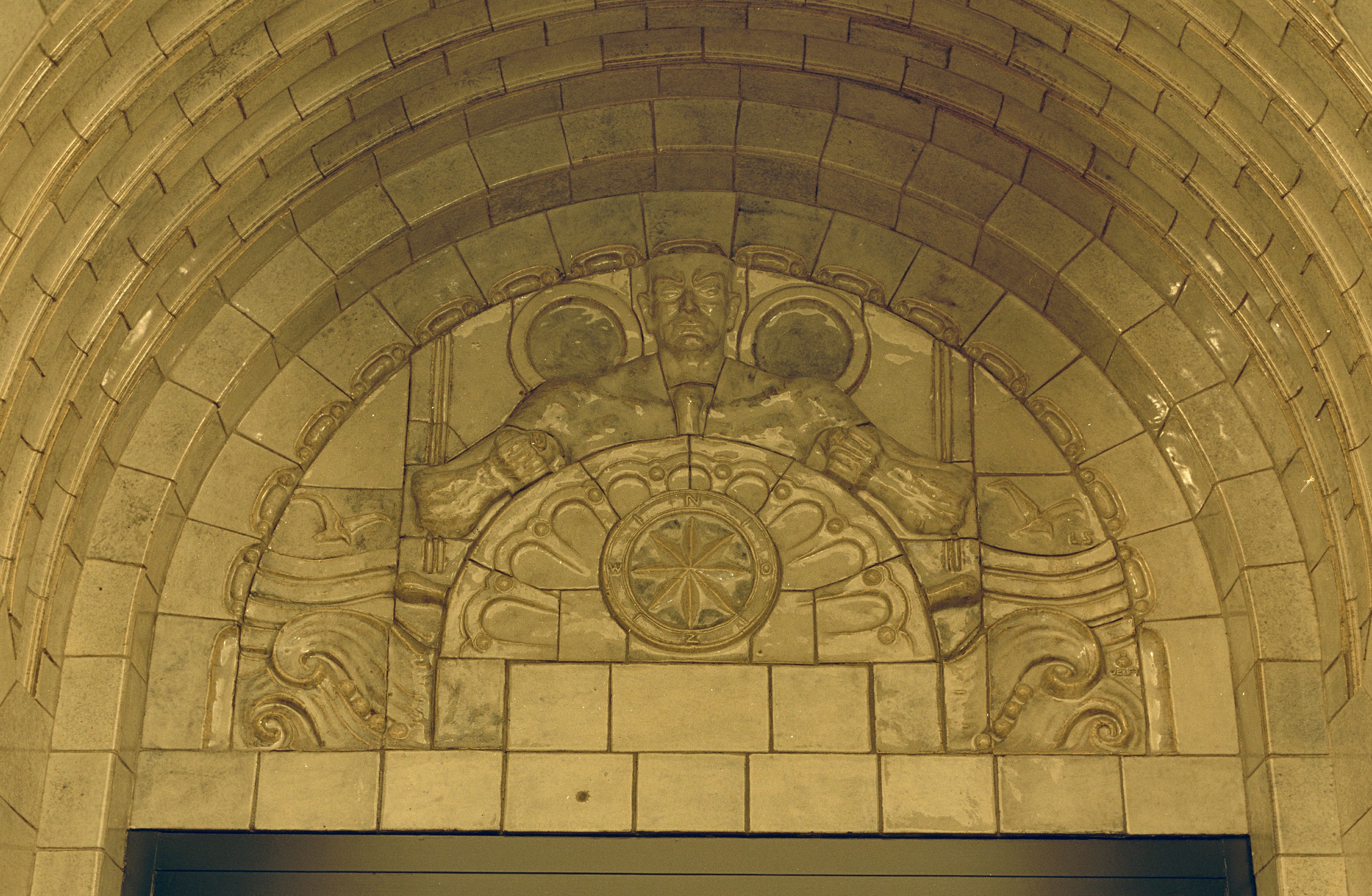
Deurstuk boven de deur van de directeurskamer
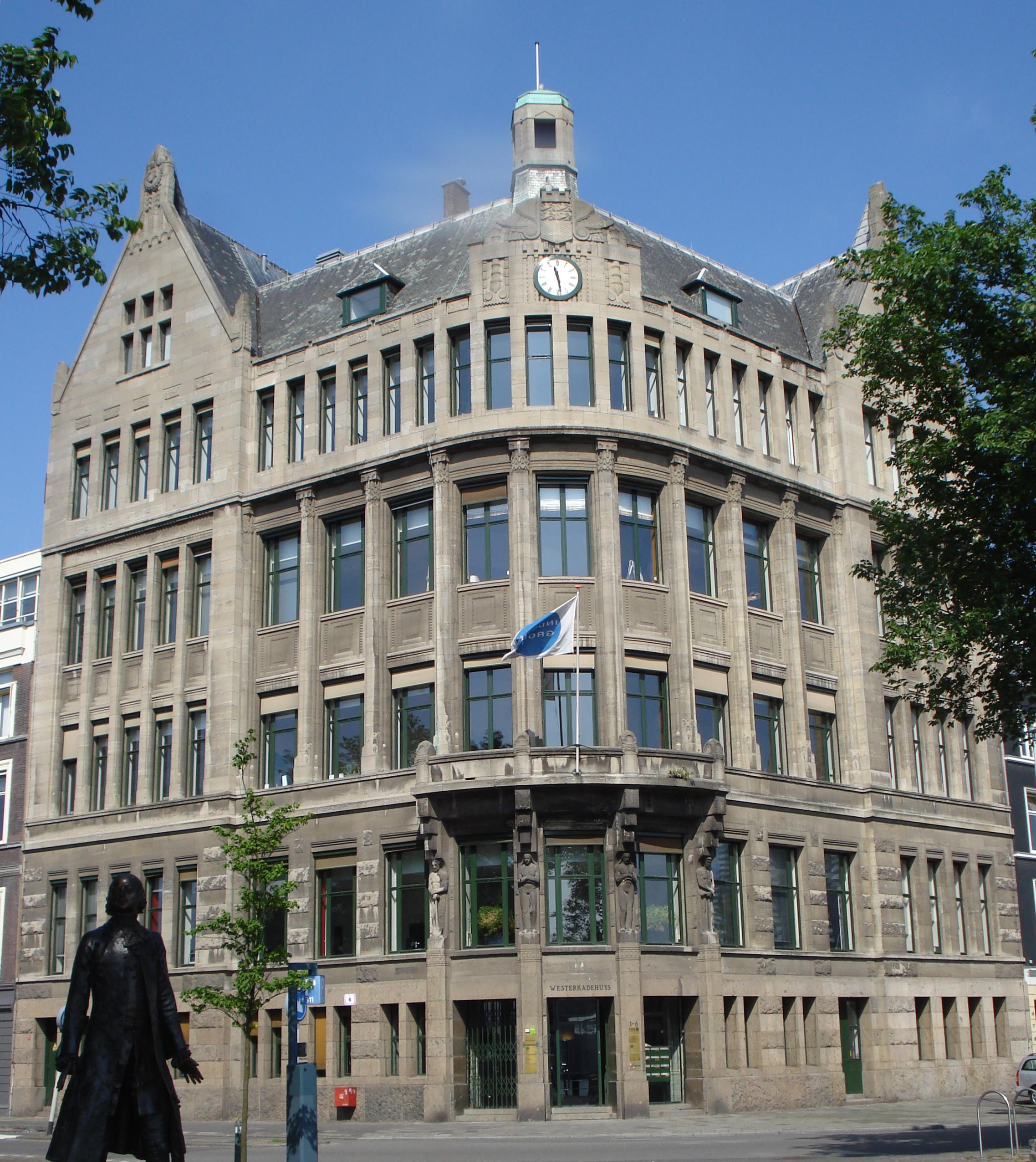
Westerkade
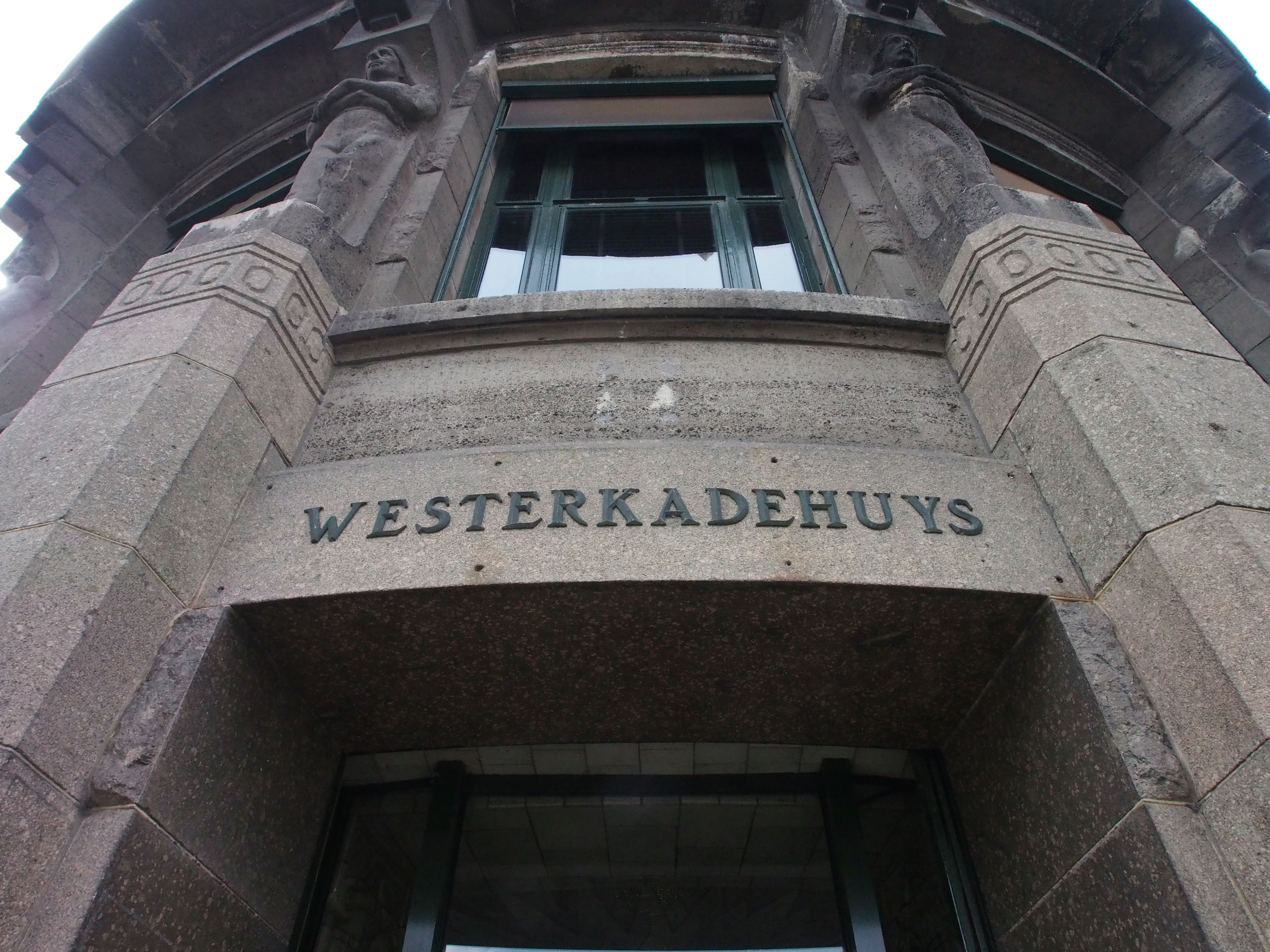
De entree